# Mahbuba Maqsoodi

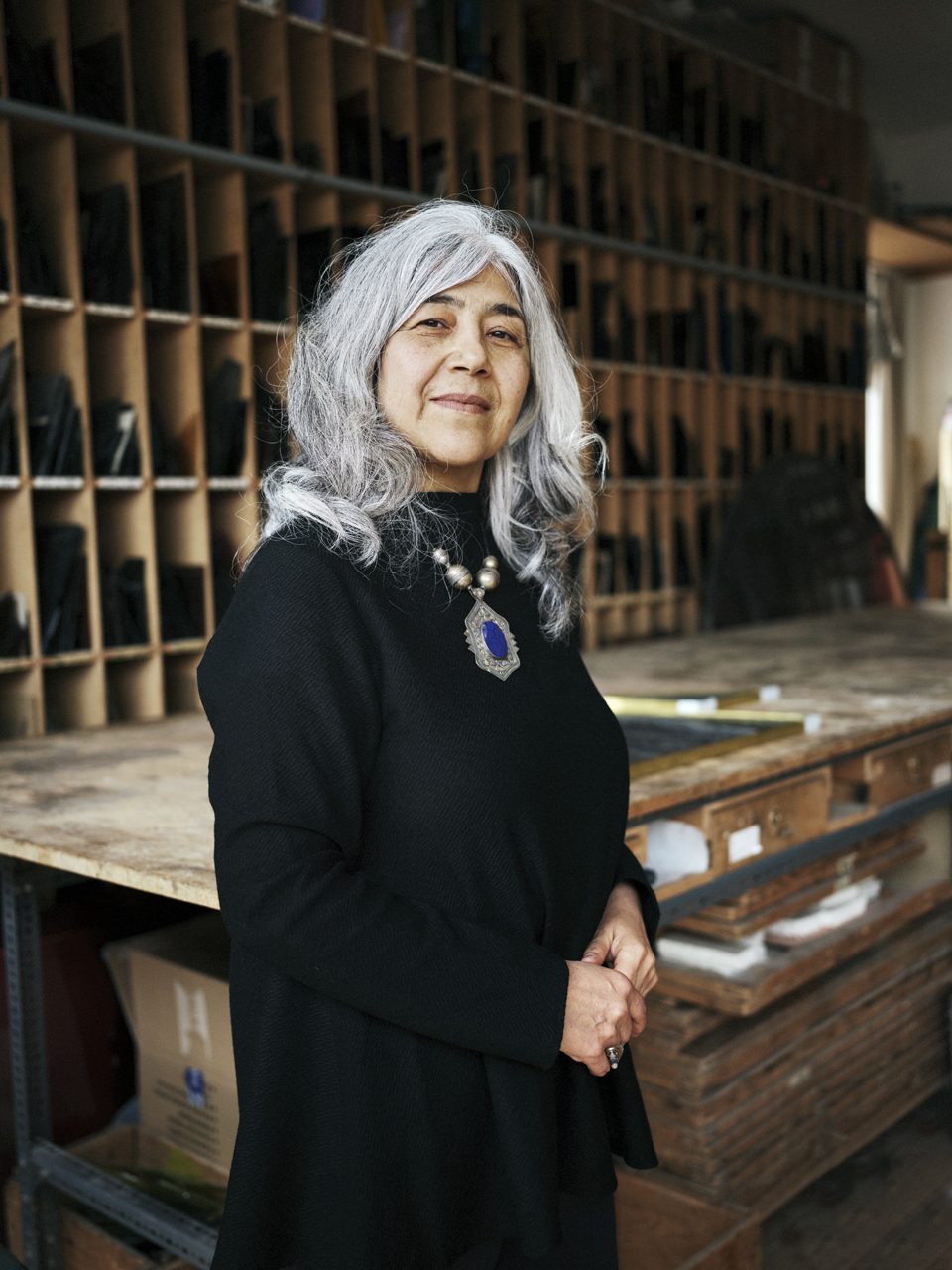
Mahbuba Elham Maqsoodi, 2020

Mahbuba Elham Maqsoodi (* 1957 in Herat) ist eine deutsch-afghanische Künstlerin und Autorin.

## Leben
Mahbuba Elham Maqsoodi wuchs in Afghanistan auf. Ihr Vater gründete eine Schule für Mädchen. Für die Eltern war eine liberale und offene Erziehung sehr wichtig, ebenso wie eine gute Schulbildung. Die Schule schloss sie mit dem Abitur ab. Nach einem zweijährigen Studium der Chemie und Biologie arbeitete sie als Gymnasiallehrerin an einem Mädchengymnasium in Herat. Mit ihrer älteren Schwester Afifa war sie politisch aktiv. Sie waren Mitglieder in der Jugendorganisation einer politischen Partei und setzten sich intensiv für die Stärkung der Frauenrechte in Afghanistan ein. Als 1979 Afifa von einem islamistischen Terroristen auf offener Straße erschossen wurde, verließ Maqsoodi 1980 zusammen mit ihrem Mann, dem Künstler Fazl Maqsoodi, das Land. Ein Kunststipendium führte sie und ihren Mann nach Sankt Petersburg, Russland. Nach dem Diplomabschluss und anschließender Promotion verhinderte der Bürgerkrieg ihre Rückkehr nach Afghanistan. 1994 erhielt die Familie in Deutschland politisches Asyl. 2010 starb ihr Mann im Alter von sechzig Jahren an Krebs.
Maqsoodi ist Mutter von zwei Söhnen. Ihr Künstleratelier befindet sich in München.

## Künstlerisches Wirken
In Herat begann Maqsoodi mit sechzehn Jahren (1973) schulbegleitend eine Ausbildung in der persischen Miniaturmalerei bei dem Künstler Fazl Maqsoodi. Er war Meisterschüler vom Ustad Mohammad Sayed, genannt Mashal, der in Iran und Afghanistan, als Vertreter der behzadischen Miniaturkunst bzw. als „Fackel der Behzadischen Miniaturtradition“ bekannt wurde. Das Paar nahm gemeinsam an Gruppenausstellungen in Herat und Kabul teil. Mit ihrem künstlerischen Beitrag erweckte Maqsoodi Aufmerksamkeit. Eine ihrer preisgekrönten Miniaturarbeiten wurde in die Sammlung der Kabuler Nationalgalerie aufgenommen.
Mahbuba Maqsoodi und ihr Mann Fazl Maqsoodi wurden von dem afghanischen Kultusministerium in ein Stipendienprogramm aufgenommen, das talentierte, junge Künstler unterstützte. 1979 erhielten beide Künstler die Bewilligung für ein Studium an einer ausländischen Kunstakademie mit dem Ziel eines erfolgreichen Diplomexamens. Maqsoodi belegte als Stipendiatin einen Platz an der Muchina-Kunstakademie (der früheren und jetzigen Stieglitz Kunstakademie).
Die offizielle Kunstdoktrin der damaligen sozialistischen Länder war der Sozialistische Realismus. Eine freie Kulturausübung wurde als zu bekämpfende „imperialistische Unkultur“ definiert. Ähnlich wie in der DDR-Verfassung galt: „Das künstlerische Schaffen beruht auf einer engen Verbindung der Kulturschaffenden mit dem Leben des Volkes“. Welche Kunst diesem Anspruch genügte, hing von der Entscheidung des Regimes ab. Trotz dieser Maxime und daraus resultierten künstlerischen Restriktion beendete sie ihr Studium mit einer Diplomarbeit im Jahr 1987 an der Fakultät für Keramik und Glas. Die Abschlussarbeit (Motive aus Herat) erhielt die Bestnote und wurde in die Akademiesammlung aufgenommen. Infolgedessen wurde eine Ausstellung von Arbeiten des Ehepaars Maqsoodi in Moskau realisiert. Am 3. Dezember 1987 wurde sie in der Arseniy´s Morozov Villa, dem damaligen Sitz des „Hauses der Freundschaft mit Völkern des Auslands“ eröffnet.
Durch den erlangten Abschluss endete das Kunststipendium der beiden Künstler. Allerdings war die Rückkehr nach Afghanistan zum damaligen Zeitpunkt (1987) unvorstellbar. Es drohte der Beginn eines Bürgerkrieges. Beide Künstler Maqsoodi beantragten eine Weiterförderung. Das Kultusministerium bewilligte diese Förderung zum Zwecke einer wissenschaftlichen Forschungsarbeit. 1993 promovierte Maqsoodi in Kunstgeschichte an der Stieglitz-Kunstakademie mit der Arbeit „Die Ornamenttradition in der zeitgenössischen afghanischen Keramik“. Da ihr Ehemann Fazl schon etwas früher promoviert hatte, verlor er das Aufenthaltsrecht in Russland und beantragte Asyl in Deutschland. Erst zwei Jahre später konnte ihm Mahbuba mit den beiden Kindern nach Deutschland folgen. Dort lebten sie zunächst in einem Asylantenheim.
Im Jahr 1994 wurde eine Einzelausstellung „Afghanistan in Flammen“ vom Fazl Maqsoodi in der Galerie Goethe 53 in München realisiert.
Zwischen 2001 und 2012 konzentrierte sich Mahbuba Maqsoodi überwiegend auf architekturgebundene Auftragsarbeit. Die Arbeiten erfolgten überwiegend im künstlerischen Stil des 19. Jahrhunderts (Nazarener-Stil, neoromanische Kunstrichtung des 19. Jahrhunderts). In Folgejahren entstand ein Zyklus von Arbeiten in ihrem persönlichen Duktus, der in der Einzelausstellung „GlasKlar“ im Münchener Maximilianeum im Jahr 2017 präsentiert wurde. Dies markierte den Beginn einer öffentlichen Wahrnehmung von Maqsoodis Werk.
Ende 2018 wurde bekannt, dass Mahbuba Elham Maqsoodi neue Künstlerfenster für die saarländische Benediktinerabtei St. Mauritius Tholey gestalten würde. Maqsoodi setzte sich bei einem geschlossenen Kunstwettbewerb durch. Das Projekt, zu dem auch drei neue Fenster von Gerhard Richter zählen, ist eines der derzeit größten und kunsthistorisch bedeutendsten Glasmalereiprojekte. Umgesetzt wurden die Fenster in der Bayerischen Hofglasmalerei Gustav van Treeck in München sowie in der Glasmalerei Frese aus Saarbrücken.
Begleitet und dokumentiert wurde die Arbeit durch zahlreiche Publikationen. Unter anderem entstanden zwei Filmdokumentation von öffentlich-rechtlichen Sendeanstalten, SR, „Das undurchdringliche Licht Gottes“, und der DW, „Neues Licht in alten Mauern“.
Mahbuba Maqsoodi ist nach ihrem Selbstverständnis und in ihrer künstlerischen Praxis Malerin und Zeichnerin. Ihre Malerei und Bilder auf Glas empfindet sie stets als Teil eines sehr viel umfassenderen künstlerischen Gesamtwerks. „Die Vorliebe der Künstlerin für Glas zeigt sich in ihren Arbeiten. Die Komplexität, die Vielfalt des Materials und die erschaffene Dreidimensionalität unterstreichen die Aussagen Ihrer Werke.“
2022 würdigte die Landesregierung Maqsoodis künstlerischen Beitrag mit dem Bayerischen Verdienstorden.

## Soziales Engagement
Seit ihrer Jugend ist Maqsoodi sozial engagiert und setzt sich für die Rechte der Frauen ein. 2003 gründete sie den Verein „Afghanische Frauen in München e. V.“, der für seien Einsatz schon öfters geehrt wurde. Der Verein hat das Ziel, geflüchteten Frauen und ihren Familien mehr Möglichkeiten zur sozialen Teilhabe und Informationen über ihre Rechte und Pflichten zu geben.
Die Aufmerksamkeit für die Bedeutsamkeit von Frauen herzustellen und zu schärfen, ist ihr besonders wichtig: „Wenn mir etwas nicht gefällt, dann ändere ich das. Manchmal unbewusst, ganz selbstverständlich. Ich habe mich in Afghanistan emanzipiert und will das Leben für afghanische Frauen leichter machen.“ Ebenfalls als langjährige Mitgliedsfrau des Stadtbunds Münchner Frauenverbände und durch die Mitarbeit im Münchner Ausländerbeirat, sowie in der Münchner Stadtratskommission für Integration leistet sie einen Beitrag zur kulturellen und gesellschaftlichen Integration. Für ihr soziales Engagement wurde ihr am 16. Dezember 2013 die Bayerische Verfassungsmedaille in Silber verliehen.
2023 ehrte das Bayerische Staatsministerium für Familie, Arbeit und Soziales das ehrenamtliche Engagement von Mahbuba Maqsoodi mit der Bayerischen Staatsmedaille für besondere soziale Verdienste.

## Buchpublikationen
„Der Tropfen weiß nichts vom Meer“

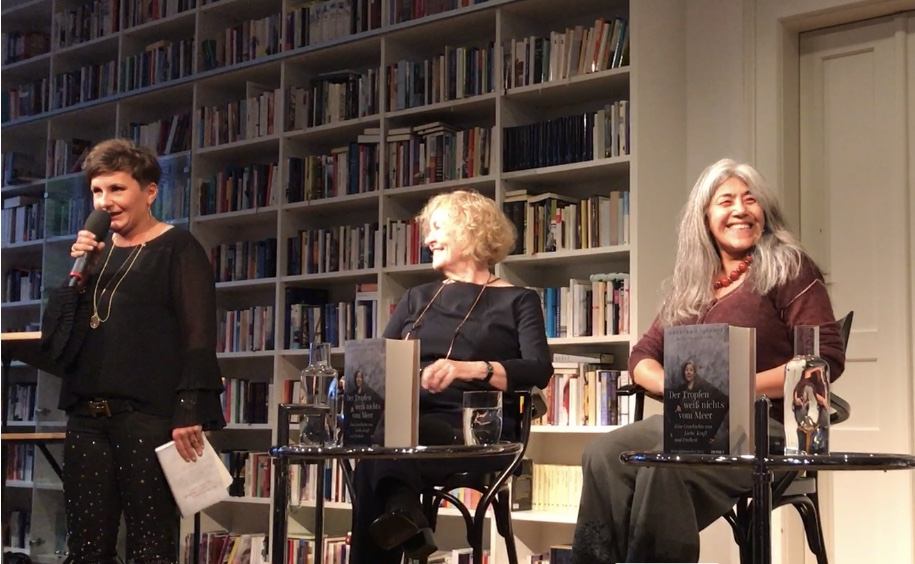
Mahbuba Elham Maqsoodi (r.) bei der Buchlesung „Der Tropfen weiß nichts vom Meer“, Münchner Literaturhaus

Am 12. September 2017 wurde im Münchner Literaturhaus das Buch Der Tropfen weiß nichts vom Meer präsentiert, das Maqsoodi zusammen mit einer engen Freundin, der Lektorin Hanna Diederichs, geschrieben hatte. Insgesamt umfasst die Autobiografie 77 Kurzgeschichten, welche sich in drei Episoden aufteilen: Afghanistan, Russland und Deutschland.
Das Buch erschien im Wilhelm Heyne Verlag, München, in der Verlagsgruppe Random House GmbH.

## Ausstellungen (Auswahl)
- 1976: Schule für Miniaturmalerei, Gruppenausstellung Junge Herati Künstler und die persische Miniaturkunst, Herat/Afghanistan
- 1980: Fakultät der Schönen Kunst Universität Kabul, Gruppenausstellung, Moderne Malerei in Afghanistan, Kabul/Afghanistan
- 1981: Kulturzentrum Taschkent, Gemeinschaftsausstellung Miniaturen, Malerei von Mahbuba Elham Maqsoodi und Fazl Maqsoodi, Taschkent/Usbekistan
- 1985: Kunstakademie, Gemeinschaftsausstellung; Miniaturmalerei, Grafiken, Malerei, Keramiken, Herat-Leningrad, Sankt Petersburg
- 1987: Arseniks Morozov Villa, Gemeinschaftsausstellung; Malerei, Grafiken, Keramiken Was geschah in sieben Jahren, Moskau
- 1987 Teilnahme an der Wanderausstellung Ausgewählte Diplomarbeiten der Sankt PeterburgerStieglitzer Kunstakademie, Sankt Petersburg / Minsk / Warschau
- 1992: MANEGE Kunsthalle Sankt Petersburg, Gruppenausstellung; Weißes Porzellan, Sankt Petersburg
- 1997: VHS München, Gemeinschaftsausstellung; „Afghanistan Land voller Hoffnungen?“, München
- 1999: Kulturzentrum Pasinger Fabrik, Gruppenausstellung, München
- 1999: SOAS Library, Gemeinschaftsausstellung; Art from the destroyed Afghanistan, London
- 2000: Museum Fünf Kontinente, Gemeinschaftsausstellung; Frieden für Afghanistan, München
- 2001: Crypt Gallery St. Martin in the Fields, Gemeinschaftsausstellung; Flug in die Freiheit, London
- 2002: Frauenmuseum Bonn, Ausstellung, Gemeinschaftsausstellung; Wegziehen, Bonn
- 2003: Europäisches Patentamt, Gemeinschaftsausstellung; AFGHANISTAN die neue Freiheit. München
- 2003: Suermondt-Ludwig-Museum, Gruppenausstellung Ex Orient – Isaak und der weiße Elefant. Aachen
- 2004: Glashalle Gasteig, Lange Nacht der Frauen, München
- 2005: Rheinisches Landesmuseum Bonn, Afghanistan- meine Hoffnungen, mein Leiden. Bonn
- 2008: Kulturzentrum Trudering, Gemeinschaftsausstellung 2 künstlerischen Wege, München[22]
- 2017: Maximilianeum GLASKlar. München[23]
- 2017: Katharina von Bora Haus, Kunstwerk des Monats – VIELFALT, Berg bei Starnberg[24]
- 2018: Kunstverein Wörth, Gruppenausstellung; EUROPA ohne Grenzen, Wörth am Rhein
- 2019: Nazareth Kirche, Und ICH!, München[25]
- 2020: Kunstraum van Treeck, Malereien und Glasbilder im Rahmen des „First View Neue Künstlerfenster“ Mahbuba Maqsoodi und Gerhard Richter für die Benediktinerabtei Tholey, München[26]
- 2021: Staatliches Museum zur Geschichte der Glaskultur, SchleierHaft, Frauenau
- 2023: Museen der Stadt Calw, Fragiles Sein, Hirsau

## Publikationen
- mit Hanna Diederichs: Der Tropfen weiß nichts vom Meer. Eine Geschichte von Liebe, Kraft und Freiheit. Mein afghanisches Herz. Heyne Verlag, München 2017, ISBN 978-3-453-20156-9.